# Zdeněk Fiala
Zdeněk Fiala (5. května 1922 Praha – 8. března 1975 tamtéž) byl český historik, profesor Univerzity Karlovy.
Studoval na filosofické fakultě Univerzity Karlovy v letech 1945–1949, na Státní archivní škole v letech 1946–1948. V letech 1945–1951 pracoval v archivu Ministerstva vnitra. Od roku 1951 působil na FF UK, v roce 1963 byl jmenován profesorem pomocných věd historických a o rok později byl pověřen vedením nově vzniklé katedry pomocných věd a archivního studia (v roce 1975 ho nahradil Zdeněk Bakovský). Od roku 1973 byl členem korespondentem ČSAV.
Zabýval se především diplomatikou, českými středověkými dějinami a dějinami historiografie. Se svojí nemalou autoritou vstupoval i do dlouhodobějších sporů české historie, jako byl spor o rukopisy a spor o pravost Kristiánovy legendy. Část jeho práce vydala posmrtně jeho žena Gabriela Čechová.

## Dílo
- Diplomatika jedna nebo dvě, Archivní časopis, 10 1960, s. 1–17 a 12 1962, s. 113–116
- Přemyslovské Čechy, 1965, 2. doplněné vyd. 1975
- Předhusitské Čechy, 1968, 2. doplněné vyd. 1978
- O Rukopisech po stránce paleografické, 1969 (sborník Rukopisy královédvorský a zelenohorský: Dnešní stav poznání, ed. Mojmír Otruba, s. 49–82)
- Česká diplomatika do r. 1848, 1971 (spoluautoři Jindřich Šebánek a Zdeňka Hledíková)
- Hlavní prameny Legendy Kristiánovy, 1974